# برتالان سيكي
برتالان سيكي (8 مايو 1835 - 21 أغسطس 1910) كان رسام مجري عرف بأسلوبه الرومانسي والأكاديمي.